# Hoplocerambyx spinicornis
Hoplocerambyx spinicornis (лат.) — вид жуков-усачей из подсемейства собственно усачей. Распространён в южном Афганистане, Пакистане, Непале, северной Индии, Бутане, Мьянме, Таиланде, Лаосе, Малайзии, на Борнео, в Индонезии (о-ва Суматра, Ява) и на Филиппинских островах (Минданао, Лусон, Негрос). Кормовыми растениями личинок являются гевея бразильская, сал и хопея душистая.